# إلين أوتشوا
إلين أوتشوا (بالإنجليزية: Ellen Ochoa)‏ (و. 1958 – م) هي رائدة فضاء، ومهندسة من الولايات المتحدة الأمريكية . ولدت في لوس أنجلوس .

## ريادة الفضاء
شاركت في المهمات الفضائية:
- STS-56[8]
- STS-110[8]
- STS-66[8]
- STS-96.[8]

## التعليم
تعلمت في جامعة ستانفورد